# 5254 Ulysses
Az 5254 Ulysses (ideiglenes jelöléssel 1986 VG1) egy kisbolygó a Naprendszerben. Eric Walter Elst fedezte fel 1986. november 7-én.